# Peliny (přírodní rezervace)

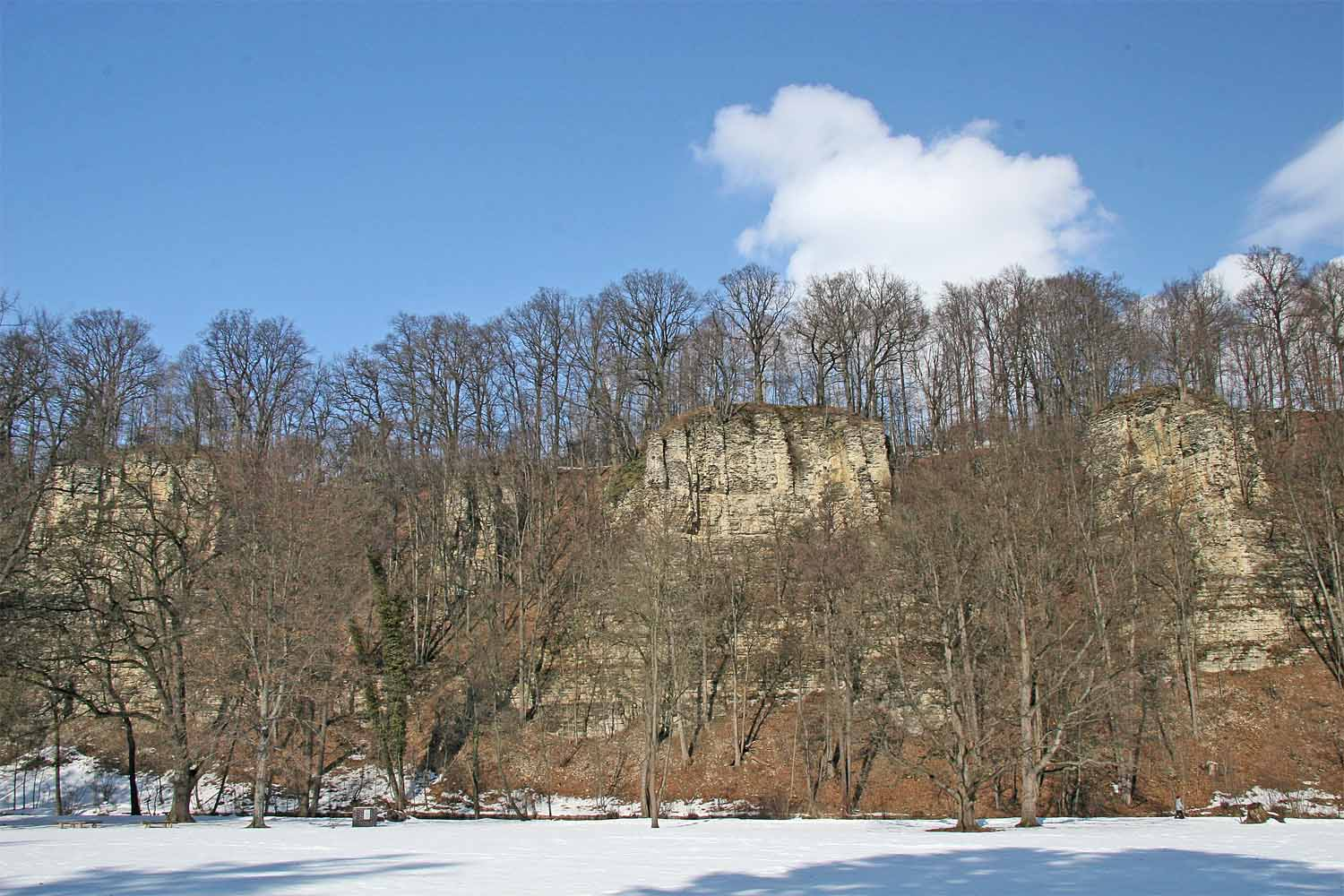
opukové výchozy v PR Peliny u Chocně

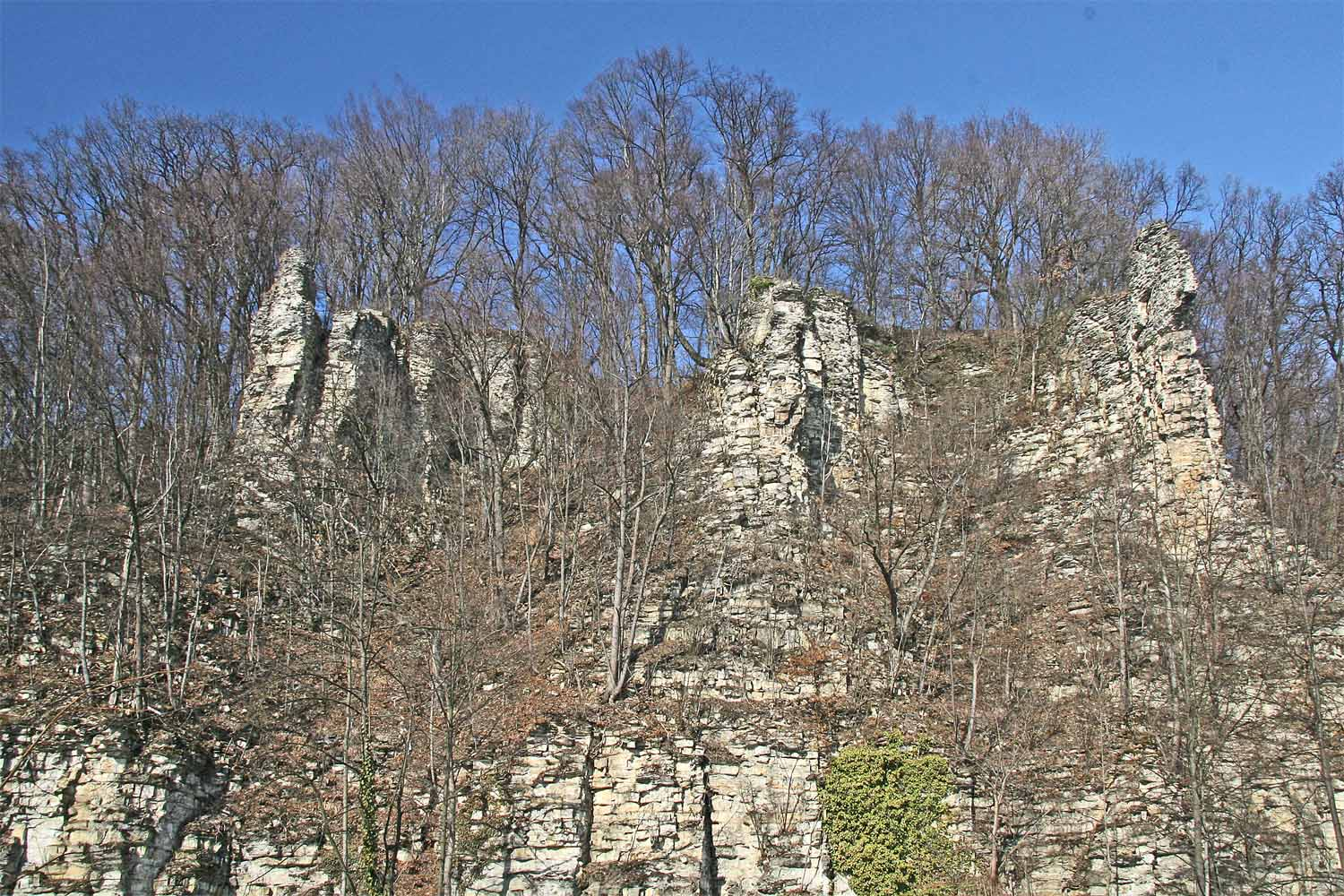
opukové výchozy v PR Peliny u Chocně

Přírodní rezervace Peliny se rozkládá těsně u města Choceň v okrese Ústí Nad Orlicí.

## Motiv ochrany
Předmětem ochrany jsou suťové lesy a nápadné opukové skalní pilíře a stěny vypínající se nad řekou Tichou Orlicí v blízkosti města Choceň (5 minut chůze od náměstí). Kromě skalních pilířů je celá lokalita zalesněna. Jedná se o regionálně velmi významnou botanickou a zoologickou lokalitu. Leží na hlavní migrační trase teplomilnější flóry a fauny mezi Moravou a Čechami. Vrcholy skalních pilířů nebyly v postglaciálu nikdy zalesněny, proto se zde zachovaly některé relikty. Několik druhů teplomilných rostlin má zde izolovanou lokalitu.

## Geologie
V rezervaci se nachází asi 21 různých stěn, srubů a věží, které dosahují výšky i přes 35 m. Mezi jednotlivými skalami jsou zalesněné rokle. Skály podléhají postupné erozi a drolí se. Díky nestejně odolným vrstvám zde vznikly jednotlivé skalní útvary. Najdeme tu drobné puklinky a malé jeskyně, z nichž nejznámější je tzv. Koňská díra, ke které se vážou četné pověsti. Z geologického hlediska jsou skály tvořeny slínovci neboli opukami křídového stáří (jizerské souvrství, svrchní turon).

## Rostlinná společenstva
Strmé suťové svahy jsou porostlé suťovými lesy, které jsou dnes až pralesovitého charakteru s víceméně přirozenou skladbou stromového patra. Jedná se spíše o teplomilnější variantu suťových lesů (as. Tilio-Aceretum). V horních částech svahů a na rovinkách nahoře pak najdeme hercynské dubohabřiny (as. Melampyro nemorosi-Carpinetum), na odvápněných místech výjimečně až s přechodem do acidofilních doubrav. V dolní části u řeky je jen naznačen luh. Na pilířích je vyvinuta vegetace skal. Údaje o výskytu vápnomilných bučin je mylný, tento omyl však četní autoři od sebe opisují.

## Botanika
Ve zdejších lesích roste bohatá hájová květena s květnatým jarním aspektem. Najdeme zde např. jaterník podléšku (Hepatica nobilis), sasanku hajní (Anemone nemorosa), sasanku pryskyřníkovitou (Anemone ranunculoides), violku lesní (Viola reichenbachiana), violku chlumní (Viola collina), dymnivku dutou (Corydalis cava), zvonek broskvolistý (Campanula persicifolia), lilii zlatohlavou (Lilium martagon) a četné další. Zajímavý je výskyt některých druhů s relativně izolovanou lokalitou. Příkladem je tařice skalní (Alyssum saxatile), která je v květnu nápadná i zdálky svými žlutými květy na skalách. Původnost tohoto druhu na lokalitě je však sporná. Na druhou stranu je zde poměrně reliktní výskyt kostřavy sivé (Festuca pallens) na skalních pilířích, kterou asi na lokalitu nikdo nevysazoval. V suťových lesích roste klokoč zpeřený (Staphyllea pinnata), výskyt tohoto druhu snad je ještě původní a navazuje na rozšíření na Moravě, dále na západ v Čechách už je s jistotou nepůvodní. Běžným druhem je tolita lékařská (Vincetoxicum hirundinaria), která zde roste také poměrně izolovaně. Dalším takovým druhem je keř skalník celokrajný (Cotoneaster integerrimus). Zajímavý je i výskyt miříkovité rostliny žebřice pyrenejské (Libanotis pyrenaica), také izolovaný, který možná souvisí s bývalou tvrzí Vranov nad skalami. Nápadnou trávou je živodý druh lipnice cibulkatá, (Poa bulbosa), která se vyskytuje místy hojně ve světlých lesích nad skalami, tento druh tu však neroste izolovaně. V Pelinách rostou ještě desítky dalších druhů rostlin.

## Fauna
Vyskytují se zde vzácné druhy měkkýšů, např. zemoun skalní. Žije zde mnoho druhů ptáků, např. strakapoud velký, sýkora koňadra, sýkora modřinka, brhlík lesní, šoupálek dlouhoprstý, ze sov sem zalétá a možná i hnízdí puštík obecný a výr velký a četné další druhy. V rezervaci je vysoká druhová diverzita plžů (50 druhů).

## Historie
Jméno Peliny pochází od mlýna Pelín, který v této oblasti stával někdy ve středověku. Nad skalami v Pelinách kdysi stávala tvrz Vranov neboli Koutníkov. Do současnosti se z ní však nedochovalo prakticky nic.